# Nikolay Kaufman
Nikolay Yankov Kaufman (Plantilla:Langx; Ruse, 23 de septiembre de 1925 – 26 de marzo de 2018) fue un musicólogo, folklorista y compositor búlgaro, a veces citado como el erudito más destacado de Bulgaria en su campo.

## Biografía
Kaufman nació en la ciudad búlgara de Ruse en el seno de una familia judía. En 1952, se graduó en trompeta y teoría musical en la Academia Nacional de Música de Bulgaria.
De 1952 a 1988, trabajó en la Academia de Ciencias de Bulgaria en el Instituto de Música. Posteriormente se trasladó al Instituto de Folklorística. A partir de 1978, fue profesor en la Academia Nacional de Música. Obtuvo el doctorado en 1973.
Entre las composiciones de Kaufman, se incluyen cientos de arreglos de canciones folk búlgaras de origen Ashkenazi y Sefardí. Sus composiciones son piezas fols de piano. Algunas de las grabaciones del Coro Vocal Femenino de la Televisión Estatal de Bulgaria se basaron en arreglos de Kaufman de canciones populares búlgaras, incluidas algunas del coro del álbum ganador de un [[Premio Grammy] Le Mystère des Voix Bulgares.
La labor musicológica de Kaufman abarca la grabación de más de 30.000 canciones y melodías folclóricas búlgaras, fruto de sus estudios teóricos y de campo. Publicó numerosos libros, colecciones y artículos. Desde 1997, fue miembro correspondiente de la Academia Búlgara de Ciencias y académico desde 2003. Recibió numerosos premios y reconocimientos profesionales.